# Grooca coorgensis
Grooca coorgensis ist die (bisher) einzige beschriebene Art der Gattung Grooca innerhalb der Unterfamilie Solenurinae. Die Art wurde von den indischen Entomologen Sureshan und Narendran als Neoepistenia coorgensis erstbeschrieben, unter der Annahme, dass Neoepistenia als neuer Gattungsname noch keine Verwendung hatte. Tatsächlich gab es schon die Gattung Neoepistenia Hedqvist, 1959. Die Autoren führten 1997 als neuen Gattungsnamen Grooca ein. Der neue Name ergibt sich aus dem Fundort des Holotyps, Coorg im südwestindischen Bundesstaat Karnataka, rückwärts geschrieben in Kombination mit der weiblichen Endung „a“. Die Typusart ist Grooca coorgensis (Sureshan & Narendran, 1995). Der Artname coorgensis bezieht sich ebenfalls auf Coorg.

## Taxonomie
Die Gattung war ursprünglich Teil der Unterfamilie Cleonyminae innerhalb der Pteromalidae. Burks et al. (2022) führten 2022 aufgrund molekularbiologischer und morphologischer Studien eine Aufspaltung und Umgliederung der Pteromalidae durch. Im Rahmen dieser Revision wurde die Gattung Grooca in die Unterfamilie Solenurinae innerhalb der neu eingeführten Familie Lyciscidae platziert. Laut Gibson (2003) gibt es neben der beschriebenen Typusart noch mindestens fünf weitere Arten, die bisher noch unbeschrieben sind.

## Merkmale
Die Gattung Grooca wurde von den Erstbeschreibern wie folgt beschrieben: Der Körper ist mäßig groß und kräftig. Der Kopf ist einheitlich und mäßig erhöht sowie mit silbernen weißen Härchen bedeckt. Der Hinterkopf ist freigelegt. Die Schläfen sind moderat konvergierend. Die Wangen besitzen ausgeprägte Gruben. Der clypeale Vorderrand ist gerade. Am Scapus befindet sich eine tiefe Grube mit einem kielförmigen äußeren Rand. Die Fühlereinlenkungen befinden sich geringfügig oberhalb dem unteren Augenrand. Die Toruli sind weit auseinander. Die Fühler weisen 8 Funikularglieder sowie 3 Keulenglieder auf. Der Thorax ist punktiert und moderat dicht mit Härchen bedeckt. Das Pronotum ist groß und weist einen medianen Kiel auf. Das Mesoscutum (Sklerit am Thorax, zwischen den Flügeln) weist vollständige Notauli auf. Das Propodeum ist median erhöht und besitzt einen kurzen medianen Kiel, der vorne gespalten ist und eine annähernd dreieckige Fläche umschließt. Praepectus und Metanotum sind punktiert. Die Marginalader der Vorderflügel ist geringfügig länger als die Postmarginalader, die Stigmalader ist 0,3 Mal so lang wie Postmarginalader. Die hinteren Tibien weisen zwei ungleiche Sporne auf. Sie besitzen außerdem eine äußere Reihe von Zähnchen sowie dicke Haare. Der Gaster ist verlängert, nach hinten spitz zulaufend, dorsal betrachtet etwa 4,1 Mal so lang wie breit. Die Tergite T2–T5 sind an den Seiten punktiert. Der vordere Teil von T3 ist dorsal, T4 und T5 sind vollständig punktiert. Die Bohrerklappen sowie der Bohrer (Ovipositor) sind stark hervortretend.
Der Holotyp von Grooca coorgensis ist ein 7,6 mm langes Weibchen, das eine schwarze Grundfärbung aufweist. Mesoscutum und Scutellum sind dorsal goldgelb schimmernd. Das Propodeum sowie die Gastertergite T1 und T4 sind dorsal metallisch blau bis violett schimmernd. Die Facettenaugen sind braun gefärbt. Die Fühler sind schwarz. Der Scapus weist eine metallisch blaue Tönung auf. Die Coxae sind wie der Thorax gefärbt. Alle Femora sind dunkelbraun gefärbt. Die überwiegend braun gefärbten Tibien besitzen basale und apikale Enden, die mattorange ziegelfarben sind. Die Tarsen sind gelb mit braunen Enden. Die Tegulae sind braun. Die Flügel sind hyalin, die Flügeladern braun.
Gibson (2003) liefert einen Bestimmungsschlüssel der bis dahin bekannten Weibchen und Männchen der Gattung.

## Verbreitung
Die Gattung Grooca kommt in der Afrotropis (Botswana, Madagaskar, Saudi-Arabien, Somalia, Südafrika, Uganda, Simbabwe) und in der Orientalis (Indien, Malaysia, Philippinen, Thailand) vor. Grooca coorgensis wurde in Indien, in Malaysia und in Thailand nachgewiesen.

## Lebensweise
Es wird vermutet, dass die Vertreter der Gattung Grooca Parasitoide holzbohrender Käferlarven sind.